# Game Over, Charles
"Game Over, Charles" (em português: "O Jogo Acabou, Charles") é o décimo episódio da sexta temporada e o centésimo trigésimo no geral da série de televisão Pretty Little Liars, adaptação da série de livros homônima escrita por Sara Shepard. Este episódio serve como o encerramento da primeira parte da temporada. Estreou nos Estados Unidos em 11 de agosto de 2015 pela ABC Family. O episódio foi escrito e dirigido pela showrunner I. Marlene King.
Em "Game Over, Charles", as protagonistas finalmente descobrem a identidade de "A"—que acaba por ser CeCe Drake—e o motivo dela ter atormentado tanto suas vidas. Além disso, o episódio conta com um salto de cinco anos, onde as meninas voltam à Rosewood depois de estarem afastadas por um tempo.
"Game Over, Charles" foi assistido por 3.09 milhões de pessoas e recebeu uma classificação de 1.4, tornando-o o episódio mais assistido até agora da sexta temporada e o mais assistido no geral desde "A Is for Answers". O episódio recebeu uma recepção altamente polarizada de críticos de televisão e fãs.

## Enredo
No baile de formatura, Aria (Lucy Hale), Spencer (Troian Bellisario), Emily (Shay Mitchell) e Sara (Dre Davis) encontram-se com Mona (Janel Parrish), que revelou ter seguido Alison (Sasha Pieterse) durante toda a noite, a fim de protegê-la. Mona consegue localizar o telefone de Alison no edifício Carissimi Group, e as meninas vão até lá. Lá dentro, Spencer consegue entrar em uma sala restrita com a ajuda de Sara, que se lembra de uma data significativa para Charles. Enquanto as meninas entram na sala, Sara as deixam para trás. Elas descobrem um monitor digital que monitora a sala onde Alison foi levada, e elas a veem encontrando Jason (Drew Van Acker) e o sr. DiLaurentis (Jim Abele) inconscientes. 'A' é visto na sala com Alison, e revela-se como CeCe Drake (Vanessa Ray).
Com todos da família DiLaurentis presentes, CeCe começa a contar a sua história e os motivos por que ela se tornou 'A'. Ela revela ter nascido como um menino chamado Charles DiLaurentis, e quando ela tinha 5 anos de idade, ela resolveu dar um banho em Alison, mas acidentalmente a deixou cair na água. Alison foi salva por Kenneth, mas como uma consequência Charles foi internado no Sanatório Radley. De acordo com CeCe, como uma criança, ela pedia sua mãe para comprar vestidos, mas Kenneth o desprezava por ser feminino, por isso usou o incidente da banheira como uma desculpa para mandá-la embora. CeCe revelou que Jessica começou a comprar as mesmas roupas para ela e Alison, e aceitou como seu filho era.
Foi revelado que Bethany Young empurrou Marion Cavanaugh (Karla Droege), a mãe de Toby, do telhado de Radley, presumivelmente para manter a feminilidade de Charles segura. No entanto, Bethany culpou Charles pelo homicídio de Marion, e todos acreditaram. Jessica pagou Darren Wilden (Bryce Johnson) para tornar a morte de Marion um suicídio. Charles foi então diagnosticado com transtorno explosivo intermitente (TEI), enquanto esse diagnóstico, na verdade, era de Bethany. Nos dois anos seguintes, Charles foi medicado com tranquilizantes, mas foi liberado para comparecer ao seu funeral falso. Depois do funeral na casa da tia Carol, Jessica aceitou Charles como sua filha e levou-a de volta para o Radley, rebatizado-a como Charlotte.
Charlotte revela que ela se dedicou à matemática, o que tornou possível suas aulas na Universidade da Pensilvânia. Ela pensou que ir à escola seria divertido, mas foi fácil para ela como ela já sabia o que estava sendo ensinado. Um dia, ela alarmou uma falsa ameaça de bomba para cancelar as aulas. Ela aproveitou a oportunidade para ir para à Rosewood High para o anuário onde conheceu Jason, que ela começou a namorar, a fim de chegar mais perto de sua família. Jessica não sabia que CeCe Drake e Charlotte eram a mesma pessoa até o dia em que os DiLaurentis estavam viajando para Cape May, mas ela acaba permitindo que ela vá. Em Cape May, Charlotte se tornou próxima de Alison e planejou contar a ela sobre ser sua irmã. No entanto, Bethany descobriu o caso da sr. DiLaurentis com seu pai e roubou as roupas de Charlotte para que ela pudesse escapar de Radley e ferir Jessica em sua casa. No feriado do Dia do Trabalho, Charlotte acertou Alison na cabeça com uma pedra, acreditando que ela fosse Bethany. Jessica depois enterrou Alison e novamente pagou Wilden para enconbrir o caso e levar Charlotte de volta ao Radley. De volta ao Grupo Carissimi, Mona revela que ela atingiu Bethany na noite do desaparecimento de Alison e a confundiu com Alison, uma vez que ambas tinham cabelos loiros e estavam usando as mesmas roupas.
Charlotte revela ter roubado o jogo de Mona e depois ter manipulado-a para dizê-la tudo o que ela tinha feito como 'A'. Uma vez que Charlotte saiu do Radley, ela propositadamente conheceu as meninas, sob o pseudônimo CeCe Drake, e começou a odiar as meninas por causa de seu sentimento neutro após Alison ter desaparecido. Charlotte revela que ela começou a ver uma menina loira em um casaco vermelho que ela acreditava ser Alison. Ela enviou a desconhecida Casaco Vermelho como uma armadilha para distrair as meninas na noite do incêndio da cabana, e é revelado após que Sara Harvey era a Casaco Vermelho. Depois de Shana ter ateado fogo à cabana e as meninas terem sido salvas por Alison e Sara, Charlotte tem a confirmação de que Alison estava viva. Ela viajou para a França após os acontecimentos em Nova York, mas voltou devido ao seu vício ao poder. Ela matou Wilden para calá-lo sobre Alison estar viva, e enviou Sara para seu funeral como a Viúva Negra para se certificar de que ele estava morto. Antes de Charlotte fugir para Nova York, ela sorrateiramente vai até a casa dos DiLaurentis para dizer adeus a sua mãe, mas encontrou o seu corpo sem vida no quintal da residência.
Sara, vestida como Casaco Vermelho, planeja uma bomba para detonar dentro do Radley como parte do plano final de Charlotte para matar Alison, Jason e Kenneth junto com ela mesma. As meninas conseguem detê-la enquanto Spencer desativa a bomba, e Emily soca Sara por ter traído ela. Charlotte corre para o telhado e fica na borda, prestes a saltar. Aria, Spencer, Hanna, Emily e Alison conseguem convencê-la a não cometer suicídio. Charlotte desce borda do telhado e abaixa seu capuz e diz "fim de jogo". No feriado do Dia do Trabalho, vemos as quatro meninas do lado de fora da casa de Alison com seus carros todos prontos para sair para a faculdade. As garotas se abraçam, percebendo o quanto é difícil dizer adeus. Alison afirma que nunca quis tanto ficar em Rosewood e elas saem.

### Cinco anos depois
Em Rosewood High, Alison está trabalhando como professora. Enquato ela escreve seu nome no quadro-negro, ela é interrompida por Aria, Hanna, Emily e Spencer, que a apressam para sair da sala, avisando que alguém estava chegando.

## Produção
"Game Over, Charles" foi escrito e dirigido por I. Marlene King, que serve como o segundo escrito por King na sexta temporada, e o quinto episódio da série dirigido pela mesma. King começou a escrever o episódio em 12 de maio de 2015. As filmagens começaram em 9 de junho de 2015 e terminaram em 18 de junho de 2015. King revelou o título do episódio em 25 de março de 2015, depois de revelar o título do episódio de estréia da temporada, "Game On, Charles". ABC Family promoveu o lançamento do episódio com a hashtag "#FAceToFace", indicando que a identidade do antagonista "A" seria revelada. Em 4 de junho de 2015, foi anunciado por King no Twitter que o ator/atriz que iria interpretar 'A' tinha sido avisado que ela/ele seria 'A'. O episódio reproduziu a canção "How Does It Feel", de MS MR.
O produtor executivo Oliver Goldstick revelou em uma entrevista que a primeira metade da sexta temporada conteria 10 episódios em vez de 12, como nas temporadas anteriores, e vai lidar quase que exclusivamente com o mistério de Charles DiLaurentis e cada questão sem resposta sobre "A" desde o início da série. King disse: "Esta é a nossa chance de finalmente acabar com essa grande e maravilhosa história." Em entrevista à Entertainment Online, I. Marlene King disse que a sexta temporada "é sobre respostas e encerramento para todas elas. É um final para a história que começou há muito tempo, mas é um final muito acelerado para a história."

Foi emocionante assistir o misterioso ator "realmente esticar as pernas" interpretando 'A' no episódio de terça-feira. Eles foram simplesmente fantásticos. Me desculpe, eu não posso ser mais específica, mas foi a melhor parte deste episódio.

 — Troian Bellisario sobre a atuação do ator que interpreta "A".
King revelou que as meninas vão se formar no final da primeira metade da temporada, e contará com um salto no tempo de cinco anos para quando as meninas já terminaram a faculdade. Goldstick comentou: "Estivemos conversando sobre [o salto no tempo] por anos." Goldstick disse, em relação às ameaças de 'A' e o salto no tempo, que "nos dá uma oportunidade para ver o que era o dom da 'A.' Qual foi o presente de 'A' que edificou todas estas meninas em diferentes maneiras?" Marlene King expressou sua emoção em uma entrevista à Entertainment Tonight afirmando que iria produzir mais histórias adultas para as personagens que ela mesmo disse terem "superado os anos de adolescente". Lucy Hale comentou sobre o salto no tempo de cinco anos: "Nós não poderíamos ter pedido nada melhor". Shay Mitchell também comentou sobre como a série será diferente, já que ela também acrescentou que "Isto parece um novo começo".
Enquanto à preocupação em como a nova 'A' vai ser, King disse: "Sabíamos que Mona era o original "A", mas não sabíamos como iríamos sustentar essa história, já que tínhamos revelado-a para o público. Sabíamos que teria uma "Grande A" para seguir na história, e nós nos mantemos confiantes quanto a esses personagens." King revelou em uma entrevista ao BuzzFeed que, devido à frustração da audiência, a revelação de "A" foi movida do final da temporada para a metade. Ela continuou dizendo que "os fãs têm sido muito pacientes, e eu sinto que eu adiantei-os o quanto podíamos." A história de Charles foi guardada por King na sala do escritora após o fim da segunda temporada, após a revelação de Mona como 'A'. King disse:
| “ | Como estávamos terminando essa história, eu comecei a pirar. Eu estava como 'eu não quero escrever mais um episódio sem saber quem ia roubar o jogo dela'. Posso dizer que durante dois ou três episódios, havia três pessoas que seriam 'A', e então, antes de dois episódios, eu armei essa nova ideia que não era de nenhuma dessas três pessoas e contei a estória de Charles e todo mundo ficou de boca aberta. - I. Marlene King para BuzzFeed | ” |

O produtor executivo en:Joseph Dougherty expressou sua preocupação com a quantidade de material que os escritores tiveram que lidar na primeira metade da sexta temporada, a fim de revelar quem 'A' era, enquanto elaboravam os primeiros dez episódios. Ele continuou a chamar o final da quarta temporada como "o ponto anterior para máxima informação." King revelou em uma entrevista com o The Hollywood Reporter que "muitas pessoas" adivinharam corretamente a identidade de "A", mas observou que os fãs ainda ficariam chocados ao saber os motivos de "A" para viver uma vida dedicada a perseguir. "O 'quem' foi questionado, mas o 'como' e o 'por que'? Não muito."

## Recepção

### Audiência
"Game Over, Charles" estreou na ABC Family em 11 de agosto de 2015. Foi assistido por 3.09 milhões de pessoas, adquirindo uma classificação de 1.4 no demográfico de 18-49, tornando-o o episódio mais assistido até agora da sexta temporada e o mais assistido no geral desde "A Is for Answers", lançado em março de 2013. O número foi maior que o episódio anterior, o penúltimo episódio "Last Dance", que foi assistido por 2.03 milhões de pessoas.

### Comentários e avaliações
“Game Over, Charles é muito mais um episódio sobre o caráter de uma pessoa, no sentido de como elas lidam com tudo que a vida joga em seus caminhos. E por um tempo excepcionalmente longo, CeCe foi capaz de elevar-se acima de tudo... até que Mona entrou em cena e, sem saber, acendeu o estopim.

 — LaToya Ferguson do The A.V. Club
O episódio dividiu os críticos e fãs, com muitos espectadores expressando insatisfação considerável no que diz respeito à identidade de 'A', bem como seus motivos para se tornar um vilão. No entanto, muitos deram elogios ao desempenho de Vanessa Ray e a inclusão de um enredo sobre transgeneridade. O episódio detém atualmente uma classificação de 5.1/10 no TV.com e uma classificação de 4.4/10 no IMDb.
Morgan Glennon do BuddyTV escreveu que não era melhor final da série "por um tiro longo". "É bom para obter as respostas para a maioria das grandes questões da série [...] mas as revelações vêm tão rápido e tão furiosas que alguns dos grandes momentos não têm tempo para pousar. [...] Isso dá a esses momentos pouco tempo para respirar e leva um pouco do poder fora dessas revelações gigantes."

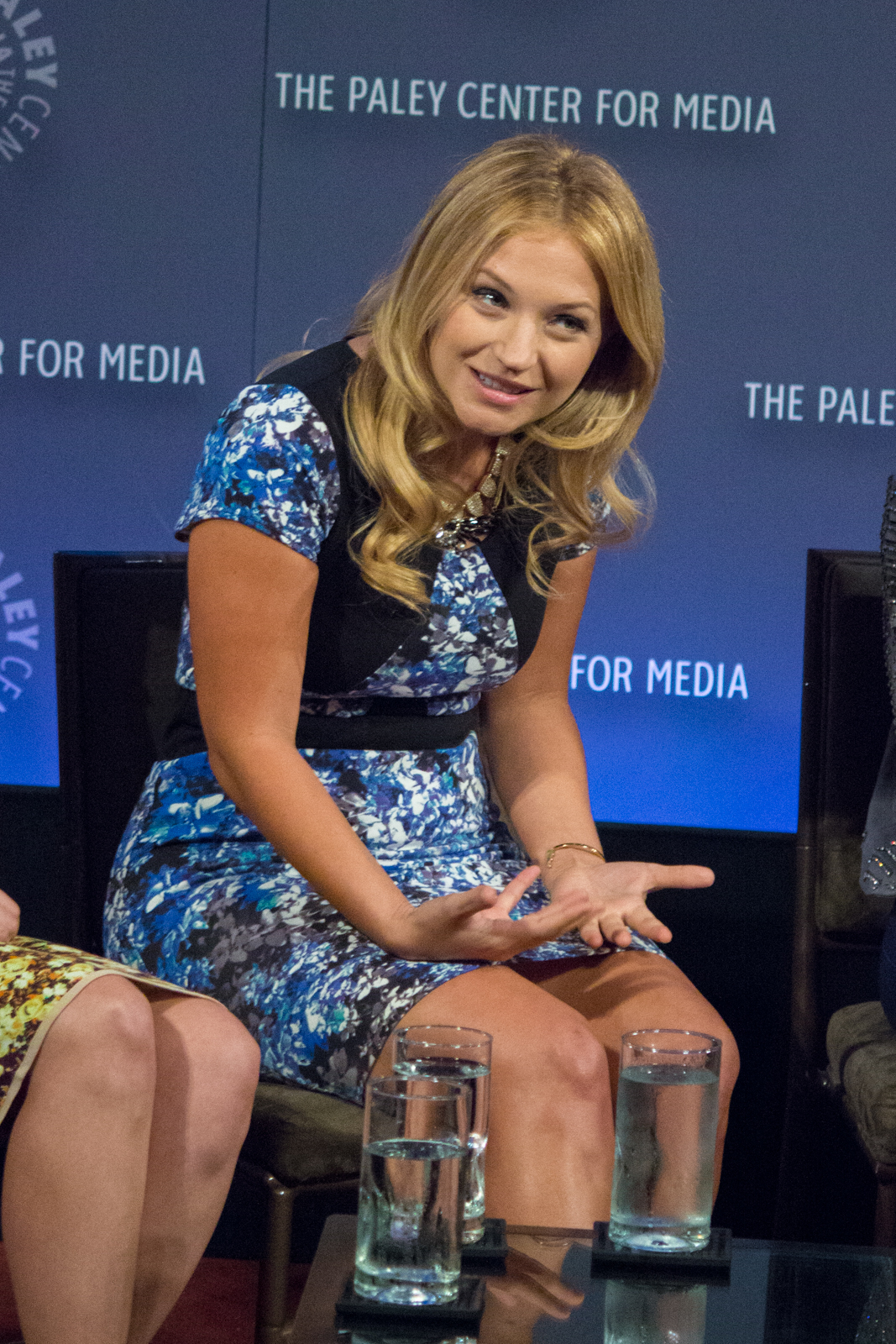
O desempenho de Vanessa Ray (fotografada em 2014) foi aplaudido pela crítica especializada.

Nick Campbell da TV.com tinha opiniões mistas sobre o episódio. Embora ele descrevesse-o como "um episódio que cumpriu as suas promessas", achando que CeCe como A era "uma solução que se encaixa" e Sara Harvey como Casaco Vermelho "acrescentou-se lindamente", Campbell observou que era "um flashback brega às vezes." Ele estava, em última análise, insatisfeito com a conclusão do jogo, que "era como uma relíquia. É um artefato." Ele também criticou a massa de informações prestadas, o que "pode ter sido difícil de analisar". Ele pensou que as reações das meninas ao revelar "faziam pouco sentido."
O revisor do The A.V. Club LaToya Ferguson escreveu que a escola de CeCe ser A/Charles era "a melhor decisão" em vez de escolher Wren. Para ela, poderia ter sido pior, aludindo à revelação de Gossip Girl. Ferguson aplaudiu a performance emocional de Vanessa Ray "lembrando ao público (e personagens) por que eles foram atraídos para CeCe em primeiro lugar". Ela destacou como CeCe conseguia fazer suas irregularidades aceitáveis, quase se redimindo. Ela escreveu que Ray "absolutamente carrega este episódio de costas, de uma forma que muitos poucos personagens secundários poderiam". Enquanto ela descreveu o episódio como "bastante abrangente", ela sentiu que era impossível compará-lo com os anteriores, pois as meninas só atuaram como "personagens terciárias", o que era incomum.
Paul Dailly da TV Fanatic apreciou o episódio, escrevendo que a revelação "A revelação surpreendentemente viveu até o excitar. Eu não vou dourar a pílula, que foi um pouco áspero em torno das bordas, mas tudo fez sentido e, pela primeira vez em muito tempo. [...] Nós temos respostas sólidas e o enredo está se dirigindo em uma direção emocionante!" Ele concluiu, dizendo: "Foi uma conclusão interessante que reiniciou a série em diferentes maneiras." Isabella Biedenharn da Entertainment Weekly considerou a revelação "satisfatória", dizendo que ela não entendia o desapontamento das pessoas e que o Wren uma das meninas sendo "A" "não teria sentido". Biedenharn chamou Vanessa Ray de "fantástica" e "atraente". Ela opinou que o episódio, "o maior na história de PLL", merecia ao menos duas horas.
Vanessa Ray ganhou um Teen Choice Award por sua atuação neste episódio.[carece de fontes?]